# Mark Schönstädt
Mark Schönstädt ist ein Ortsteil der Gemeinde Lossatal im Landkreis Leipzig in Sachsen.

## Geographie

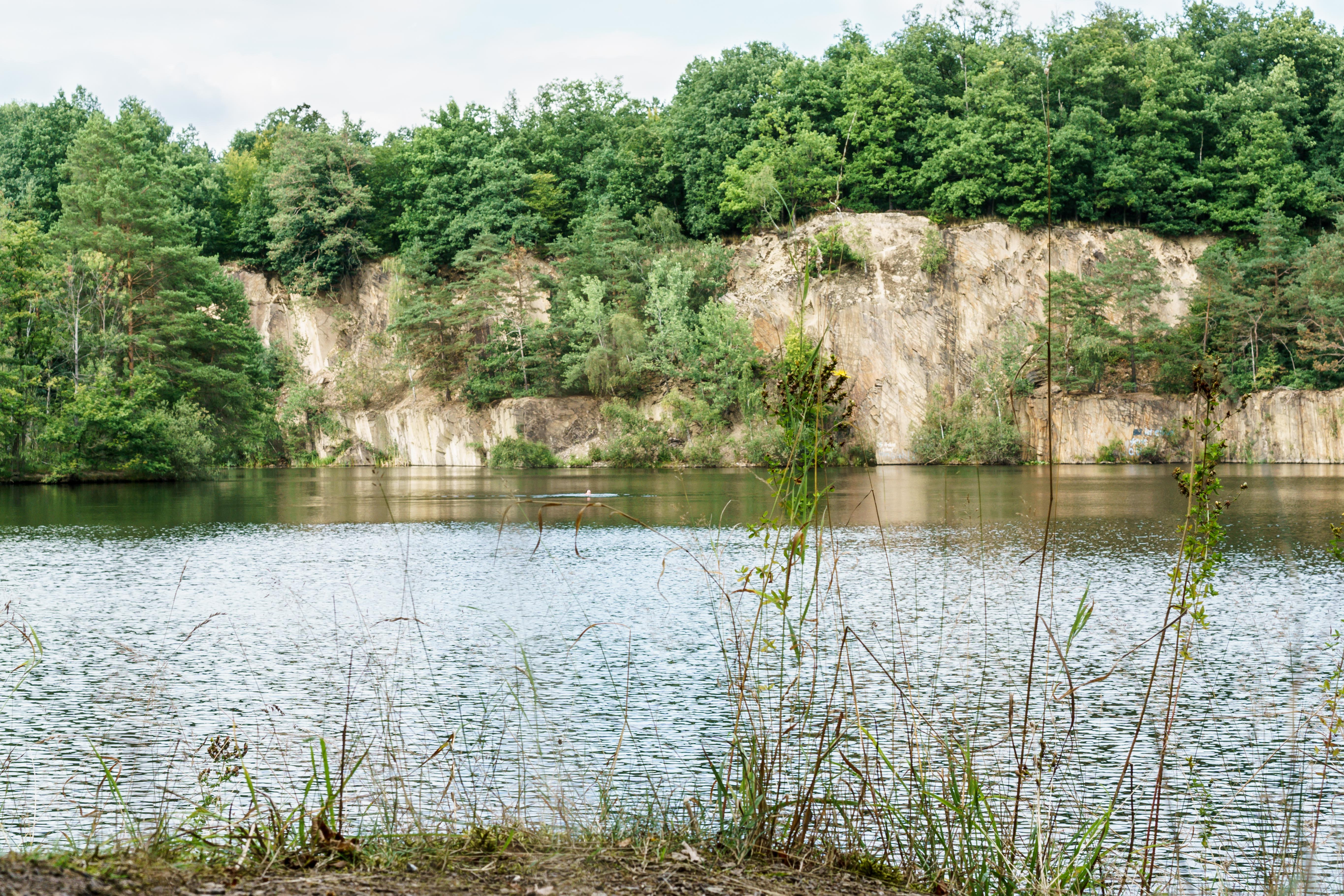
Waldbad Mark Schönstädt

Der Ort liegt nordöstlich von Kühren und ist der südlichste Ortsteil von Lossatal. Er grenzt direkt ans nördliche Ende des Wermsdorfer Forsts. Von Kühren führt die Kreisstraße K8317 durch den Ort nach Meltewitz, von der im Ortskern die Kreisstraße K8316 Richtung Dornreichenbach abzweigt. Am östlichen Ortsrand fließt die Lossa. Nordwestlich von Mark Schönstädt befindet sich der Reichenbacher Berg (206 m) und dazwischen der ehemalige Steinbruch, der heute das Waldbad Mark Schönstädt bildet. Die historische Kantine der Steinbrucharbeiter wurde 1996 unter Denkmalschutz gestellt und bis 1998 von einem lokalen Förderverein saniert und seither vermietet.
Am südlichen Ortsrand befindet sich der Bahnhof Dornreichenbach der Bahnstrecke Leipzig–Dresden, an dem seit 15. Dezember 2002 keine Züge mehr fahrplanmäßig halten. Von 1995 bis 1996 war der Bahnhof noch für mehrere Millionen DM saniert und eine Personenunterführung gebaut worden.

## Geschichte
Mark Schönstädt wurde 1417 als „Schonerstadt, das wuste dorff“ (das wüste Dorf) erstmals urkundlich erwähnt. Seit dem 19. Jahrhundert gehörte es zu Meltewitz.
Der Haltepunkt Dornreichenbach wurde 1877 geschaffen, damit General der Infanterie Wilhelm von Minckwitz, als persönlicher Vermögensverwalter des Königs von Sachsen Albert nach Dresden reisen konnte. Trotz der Lage innerhalb Mark Schönstädts erhielt er diesen Namen, weil von Minckwitz Besitzer des Ritterguts Dornreichenbach war.
1999 wurde Mark Schönstädt nach Falkenhain eingemeint, welches wiederum zum 1. Januar 2012 nach Lossatal eingemeindet wurde.

## Kulturdenkmale

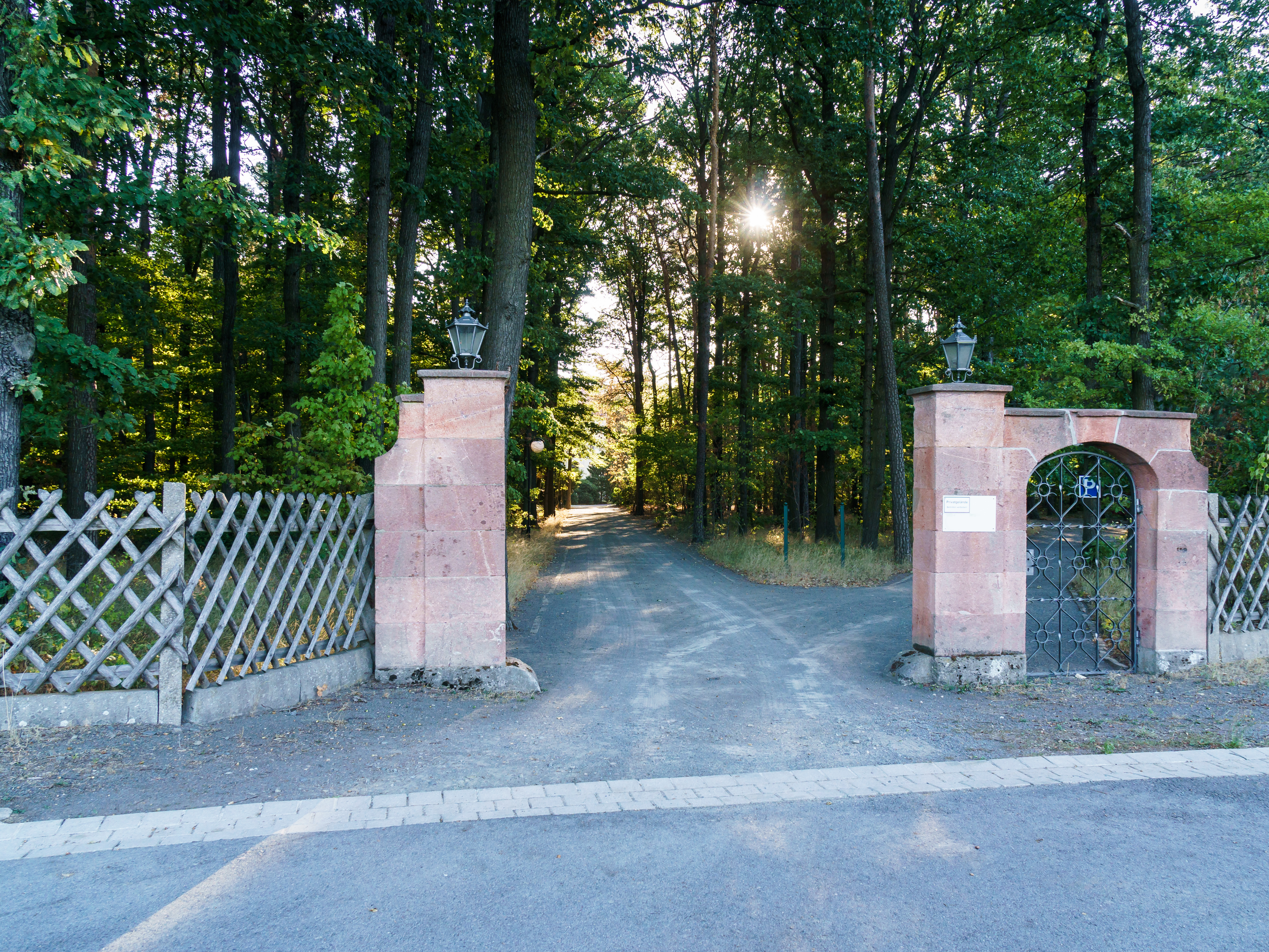
Landhaus Harkort

In der Liste der Kulturdenkmale in Lossatal sind für Mark Schönstädt zwei Kulturdenkmale aufgeführt:
- Steinarbeiterkantine
- Landhaus Harkort